# Алойский край
А́лойский край (латыш. Alojas novads) — бывшая административно-территориальная единица на севере Латвии, в регионе Видземе. Край состоял из четырёх волостей и двух городов. Административным центром края являлся город Алоя. Площадь края составляла 630,7 км².
Край был образован 1 июля 2009 года из части упразднённого Лимбажского района.
В 2021 году в результате новой административно-территориальной реформы Алойский край был упразднён.

## Население
По состоянию на 2020 год по данным центрального статистического управления численность населения края составляла 4 492 человека. По состоянию на 2020 год доля населения старше 65 лет в структуре населения края составляла 22,5% населения (1 010 человек), а доля населения младше 14 лет составляла 14,3% (642 человека).
1 января 2010 года население составляло 6064 человека (14 января 2009 года — 6152).

### Национальный состав
Национальный состав населения края по итогам переписи населения Латвии 2011 года был распределён таким образом:
| Национальность | Численность, чел. (2011) | %        |
| -------------- | ------------------------ | -------- |
| Латыши         | 4801                     | 90,31 %  |
| Русские        | 217                      | 4,08 %   |
| Белорусы       | 80                       | 1,50 %   |
| Украинцы       | 50                       | 0,94 %   |
| Поляки         | 34                       | 0,64 %   |
| Литовцы        | 16                       | 0,30 %   |
| Другие         | 118                      | 2,22 %   |
| всего          | 5316                     | 100,00 % |

## Территориальное деление
- город Алоя (латыш. Alojas pilsēta)
- город Стайцеле (латыш. Staiceles pilsēta)
- Алойская волость (латыш. Alojas pagasts)
- Браславская волость (латыш. Braslavas pagasts)
- Бривземниекская волость (латыш. Brīvzemnieku pagasts)
- Стайцельская волость (латыш. Staiceles pagasts)